# Huub Broers
Huub Jean Marie  Broers ('s-Gravenvoeren, 5 december 1951) is een voormalig Belgisch politicus, op lokaal niveau voor de partij Voerbelangen en op nationaal niveau eerst voor CVP / CD&V en daarna voor N-VA.

## Biografie

### Jeugd
Zijn grootvader was landbouwer en burgemeester in 's-Gravenvoeren, zijn vader was een van de langstzetelende gemeenteraadsleden in Voeren. Van opleiding is Huub Broers regent Frans-geschiedenis-Engels en was van 1973 tot 2005 leraar aan de Provinciale Secundaire School te Voeren.
Tijdens de verkiezingsshow op Eén op de dag van de federale verkiezingen van 13 juni 2010 vertelde Broers dat hij tijdens de rellen in zijn gemeente in 1980 een illegaal radiostation runde vanuit een boerderij in het oosten van Voeren. Naar eigen zeggen was het de eerste keer dat hij toegaf dat hij het was die achter het radiostation zat.

### CVP/CD&V & Voerbelangen
Vanaf 1983 zetelde hij voor de lokale partij Voerbelangen in de gemeenteraad van Voeren, waar hij de oppositieleider was zolang de Fransgezinde Retour à Liège er nog de meerderheid had en zodoende de belangrijkste opponent van José Happart, de Waalsgezinde voorman van deze beweging. Van 1985 tot 1991 was hij als CVP-mandataris eveneens provincieraadslid Limburg. Van 1989 tot 2000 was hij schepen in Voeren op basis van de wet die alle taalfracties in Voeren een vertegenwoordiging in het schepencollege verzekerde. Begin 2001 werd hij door een overwinning van Voerbelangen burgemeester van dezelfde gemeente, een functie die hij tot 2020 uitoefende. In 2005 werd hij voltijds burgemeester.
Hij stond twee maal op de CVP- en later de CD&V-senaatslijst. Zowel in 1995 als 2003 haalde hij méér dan 36.000 voorkeurstemmen, maar werd beide keren niet verkozen.
Op 25 oktober 2007 noemde Broers Olivier Maingain (FDF) tijdens de Voerense gemeenteraad een taalracist nadat de oppositiepartij Retour @ Libertés een motie had ingediend om gemeenteraadsleden, naast het Nederlands, ook toe te staan om het Frans te hanteren tijdens gemeenteraadszittingen. Broers verklaarde verder over Maingain dat "de manier waarop hij een heel volk vernedert, aan te klagen is. Als we buitenlanders ten onrechte zo zouden behandelen, dan zouden we gewoon racist genoemd worden".

### N-VA
In juli 2010 werd hij door de N-VA, voor welke partij hij als ontevreden partijlid van CD&V ook stemadvies had gegeven bij de verkiezingen van 13 juni 2010, aangezocht om gecoöpteerd senator voor de partij te worden. Hij zetelde vanaf 20 juli 2010 in de Senaat, nadat hij kort voordien zijn lidmaatschap van CD&V opzegde en lid werd van N-VA. In de Senaat was Broers van 2010 tot 2014 lid van de commissie Binnenlandse Zaken en van 2012 tot 2014 lid van de commissie Institutionele Aangelegenheden en zetelde hij in 2010 korte tijd in de commissie Justitie.
In 2012 werd hij N-VA-fractieleider in de Senaat ter opvolging van Liesbeth Homans, die de Senaat verliet. Hij bleef senator en fractieleider tot aan de verkiezingen van 2014.
In mei 2014 duwde hij bij de Vlaamse verkiezingen de Limburgse lijst, maar hij werd niet verkozen. Hij was nog kandidaat om gecoöpteerd te worden in de Senaat, maar trok zijn kandidatuur later echter in. Eind 2014 vaardigde zijn partij hem af als bestuurslid voor de Vlaamse Landmaatschappij, waarvan hij begin 2015 werd aangeduid als voorzitter. Bij de verkiezingen van mei 2019 was hij nog lijstduwer voor de Kamer, opnieuw zonder verkozen te raken.
Vanaf 2018 was Broers opnieuw provincieraadslid van Limburg. Ook werd hij voorzitter van de provincieraad. Eind 2020 zat hij die voor het laatst voor, om daarna plaats te maken voor een jonger iemand. Hij zat wel zijn volledige termijn als provincieraadslid nog uit, tot zijn mandaat in december 2024 afliep.
Op 1 januari 2020 nam hij ontslag als burgemeester en gemeenteraadslid van Voeren. Joris Gaens nam zijn functie van burgemeester over. Zijn dochter Hilde Broers is sinds 30 januari 2020 OCMW-voorzitter in Voeren.